# サーブ・96

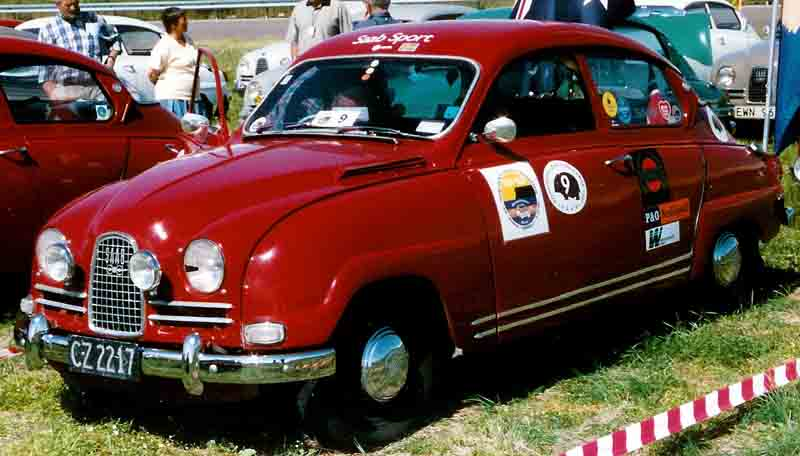
スポーツ

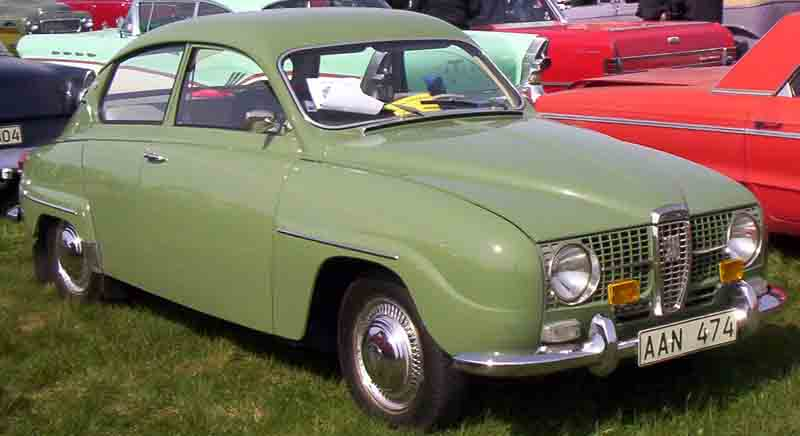
1965年モデル

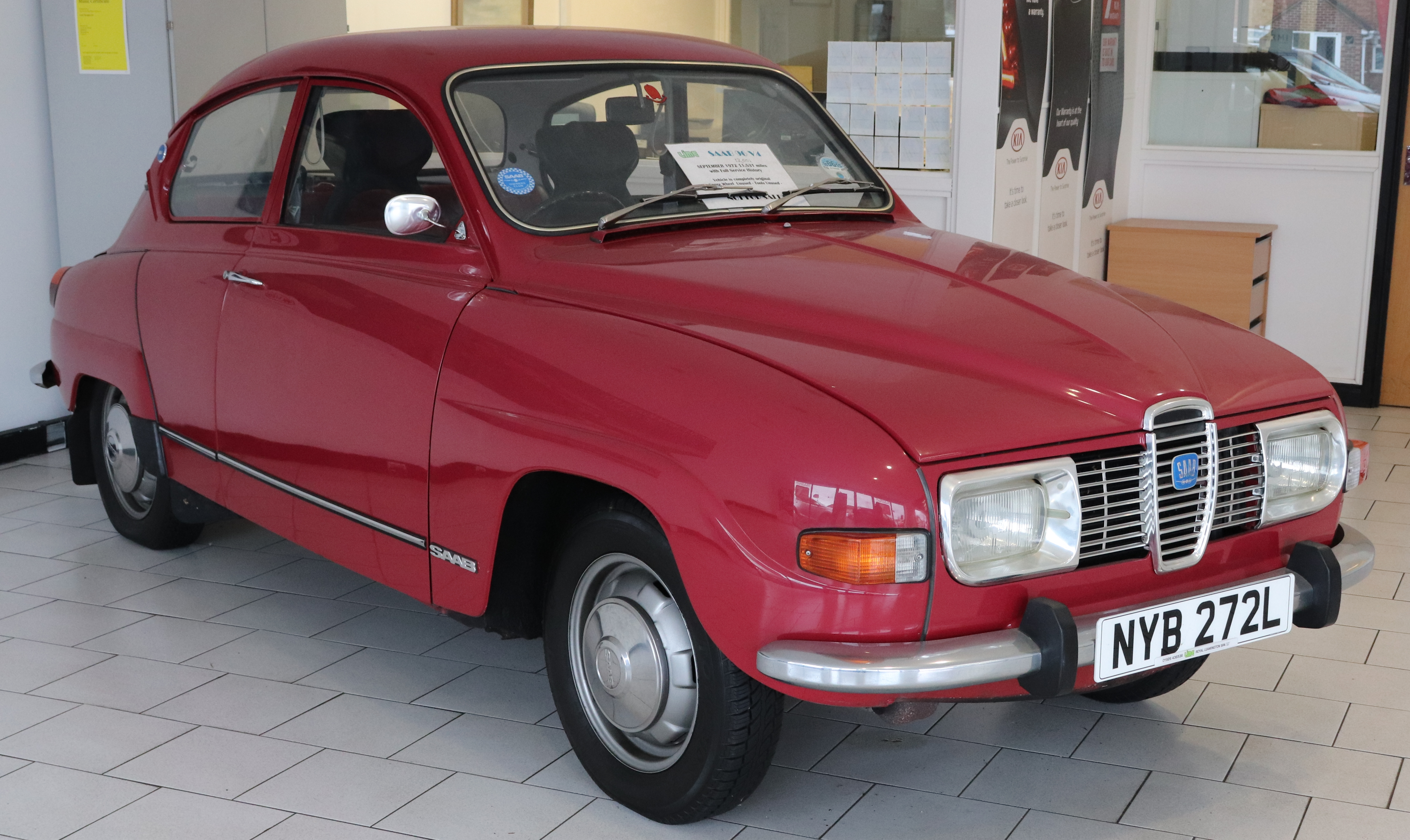
1971年モデル

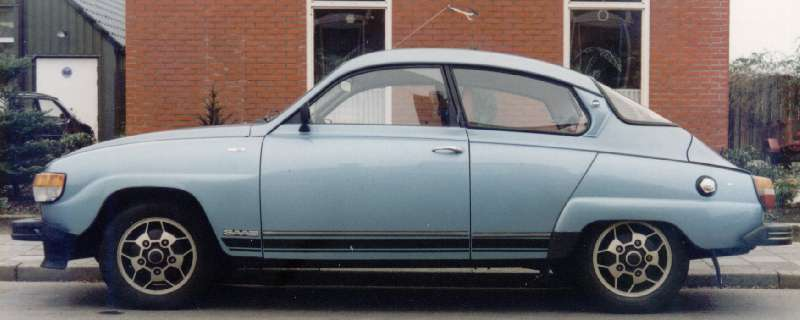
1979年モデル(オランダ輸出25周年記念限定車)

サーブ・96は、スウェーデンの航空機メーカー・サーブの自動車部門（現サーブ・オートモービル）が1960年から1980年まで製造した乗用車である。サーブ・93の改良型としてその主要設計を踏襲して登場、モデルライフ途中でエンジンを4ストローク化し、年々厳しさを増す安全・公害規制をたび重なる改良でクリアしつつ、後継車となるはずであったサーブ・99の登場後も生産は継続され、結局1980年まで20年間にわたって存続し、世界中にサーブというブランドとその強烈な個性を印象付けた。

## 概要
96になって最も大きく変更されたのは前輪サスペンションで、トーションバーからダブルウイッシュボーン・コイルに改められた。ブレーキも当初は四輪ドラムブレーキであったが、途中から前輪にはディスクブレーキが採用された。当初のエンジンは2サイクル3気筒750ccで、38馬力を発揮した。マニュアルトランスミッションは92以来の3速で、ローギアがノンシンクロの3速コラムシフトであったが、フルシンクロ4速がオプション設定され、やがて標準となった。シフト位置は最後までコラムで、フリーホイール機構も存続した。
シクステン・セゾンのデザインによるボディは後半が変更され、トランクスペースとリアウインドウが拡大されていた。
ワゴン版は引き続き95というモデル名のまま、96に準じた改良を受けつつ並行生産された。

## モデルの変遷
1963年にはエンジンが841cc40馬力に強化され、3キャブレターで57馬力を発揮する「96モンテカルロ」（輸出先によっては「サーブ・スポーツ」）が追加された。1965年にはフロントエンドのデザインが変更され、ラジエター位置がそれまでのエンジン背後から前端に移され、新しいエンジンの搭載に備えた。
1967年には「96V4」が登場した。これは排気ガス対策の面で限界が来ていた2サイクルエンジンを、コンパクトで96のノーズに容易に搭載可能だった フォード・タウヌス12M/15M用のV型4気筒エンジンに換装したモデルである。1,498ccV4エンジンは当初55馬力、1977年以降は65馬力を発揮、0–100km/h加速は16秒台と、絶対的には遅いものの2サイクル時代よりは改善され、排気量が2倍近くに増えたため大幅に扱いやすくなった。2サイクルエンジン車は1968年をもって生産終了した。アメリカでは排気ガス規制の適用を免れるために排気量を819ccに縮小して販売された。
1968年には前後ウインドウが拡大され、99に似た角型ヘッドライトを持つフロントグリルに変更された。以後、99に準じた外装のモダン化、安全対策強化を受けるようになり、1972年にはフロントグリルがブラックアウトされ、1975年以降はウレタン製の衝撃吸収バンパーが装備された。
最後の96は1980年1月11日、フィンランドの工場で生産された。累計生産台数は 547,221台であった。

## モータースポーツでの活躍
93同様、北欧出身ラリーストである名手エリック・カールソンやその妻でスターリング・モスの妹パット・モス・カールソンらの操縦によりラリーで活躍し、ワークスチームが編成されると1960年から1962年までRACラリーに連続優勝、1962・1963年のラリー・モンテカルロで優勝し、サーブ車のラリーカーとしての能力は世界に知れ渡った。その後96V4にまで進化した1971年、ステア特性に熟成重点を置き、ライバルより非力な中でスティグ・ブロンクビストの手によってスウェディシュ、1000湖、RACとも勝利を収めている。

## 日本への輸出
1960年代、96は日本にも少数ながら継続的に輸出された。当時のディーラーは新東洋企業であった。1960年代末、輸入代理店が西武自動車販売になって以降の輸入車種は99に絞られ、96の輸入は途絶えた。並行輸入された車両もある。
自動車評論家の川上完（故人）が所有していたことでも知られていた。